# 天淵三
人馬座α，或天淵三、“Rukbat”，是人馬座的主星。它的體積比太陽大，屬於藍色主序星，其光譜分類為B型，僅次於最亮的O型。由於離太陽遠，因此其視星等為3.96。